# Cap d'Íria
Le cap d'Íria est un cap situé au sein de l'Argolide, dans le Péloponnèse. Il abrite une épave datant d'environ 1200 av. J.-C., et qui a été découverte en 1962.

## Épave
La majeure partie de l'épave est échouée à une faible profondeur, de 12 à 25 mètres. Le site du naufrage se situe à 15 mètres du rivage, et à environ 100 mètres au nord du cap d'Íria. La zone du naufrage couvre 120 mètres carrés. Après une découverte accidentelle au début des années 1960, le site a été systématiquement fouillé de 1993 à 1994. Certaines trouvailles sont encore en cours d'étude au Musée de Spetsès, notamment des poteries et des pièces métalliques. Il est probable que plus loin au large se trouve d'autres vestiges.
En recoupant avec d'autres naufrages ayant eu lieu à proximité, le navire avait probablement appareillé du sud ou de la côte ouest de Chypre et la Crète pour commercer avec l'Argolide. Le bateau transportait de l'huile d'olive, et semble avoir été coulé par une brusque dégradation des conditions météorologiques.
L'épave, qui ne transportait pas de cargaison particulièrement précieuse, est le témoin du commerce florissant à l'époque entre Chypre, la Crète et l'Argolide, le centre de la civilisation mycénienne à la fin du XIIIe siècle av. J.-C.